# Mandi Gavois
Mandi Gavois, född 28 april 1982 i Morup i Hallands län, är en svensk konstnär.
2008-2011 studerade Gavois på Högskolan för fotografi. Hans arbeten har ställts ut på viktiga kulturinstitutioner som Hasselblad Center, Liljevalchs Vårsalong och Hallands konstmuseum.
Kommer hösten 2014 att medverka med Nacka i antologin "Visuella arenor och motsägelsefulla platser" med Sten Karlsson som redaktör på Daidlaos förlag

## Utställningar i urval
- 2017, Galleri Örsta, "With the ship comes the wreck"
- Galleri, Thomas Wallner, "With the ship comes the wreck"

- Galleri Thomas Wallner, Polyfoni 4
- 2015, Galleri Thomas Wallner, polyfoni
- 2014  Galleri Thomas Wallner, Polyfoni2
- 2013, Galleri Thomas Wallner, Separat
- 2013, Hallands konstmuseum, Separat
- 2012, Residencia Corazon, La Plata, Argentina, Separat
- 2011, Hasselblad Center, Ny Nordisk Fotografi
- 2011, Röda Sten
- 2011, Galleri Box
- 2011, Hallands konstmuseum, vårsalongen
- 2010, Liljevalchs, Vårsaongen
- 2010, Galleri Monitor
- 2010, Hallands konstmuseum, vårsalongen
- 2009, Galleri Monitor
- 2009, Galleri Oro
- 2009, Galleri Rotor 2
- 2009, Liljevalchs, vårsalongen